# Cytherella retroflexa
Cytherella retroflexa is een mosselkreeftjessoort uit de familie van de Cytherellidae. De wetenschappelijke naam van de soort is voor het eerst geldig gepubliceerd in 2003 door Mostafawi.